# Clifford Miranda
Clifford Rayes Miranda (ur. 11 lipca 1982 w Margao) – indyjski piłkarz, grający na pozycji środkowego pomocnika w klubie Dempo Goa.

## Kariera klubowa
Clifford Miranda całą swoją dotychczasową zawodową karierę spędził w Dempo SC w 2000 roku. Z Dempo czterokrotnie zdobył mistrzostwo Indii w 2005, 2007, 2008 i 2010 oraz Puchar Federacji w 2004.

## Kariera reprezentacyjna
W reprezentacji Indii Miranda zadebiutował w 2005 roku. W 2007 uczestniczył w eliminacjach Mistrzostw Świata 2010.
W 2008 Miranda wygrał z reprezentacją AFC Challenge Cup, co oznaczało wywalczenie awansu do Pucharu Azji, po 27-letniej przerwie. Lawrence znalazł się w kadrze na ten turniej. Dotychczas rozegrał w reprezentacji 15 spotkań i strzelił 2 bramki.